# IC 312
IC 312 је елиптична галаксија у сазвјежђу Персеј која се налази на листи објеката дубоког неба у Индекс каталогу.
Деклинација објекта је + 41° 45' 16" а ректасцензија 3h 18m 8,4s. Привидна величина (магнитуда) објекта IC 312 износи 13,8 а фотографска магнитуда 14,8. IC 312 је још познат и под ознакама UGC 2644, MCG 7-7-51, CGCG 540-86, PGC 12279.